# Novantinoe spinosa
Novantinoe spinosa là một loài bọ cánh cứng trong họ Cerambycidae.